# Spermophora domestica
Spermophora domestica là một loài nhện trong họ Pholcidae. Loài này được phát hiện ở Trung Quốc.